# الجدول الزمني في سبتمبر بعد هجمات 11 سبتمبر
تلخص هذه المقالة الأحداث في الأيام الباقية من سبتمبر 2001 بعد هجمات الحادي عشر من سبتمبر والتي ترتبط بالهجمات. كل الأوقات، باستثناء تلك المُشار إليها، بالوقت الشرقي النهاري أو ما يعادل التوقيت العالمي المنسق -4.

## سبتمبر 2001

### الأربعاء 12 سبتمبر
- 2.30 صباحًا: نقلت محطة سي بي إس أن سيارة محملة بالمتفجرات شوهدت في جسر جورج واشنطن. ادعت شرطة نيوجيرسي أن السيارة كانت تحمل متفجرات كافية لتفجير الجسر برمته. أنكر مكتب التحقيقات الفيدرالي إف بي آي التقرير. وفقًا لتقرير لاحق، اعتُقل ثلاثة رجال لأنهم شوهدوا يحتفلون بالهجمات، ومع ذلك لم تكن هناك أي متفجرات.
- 3.15 صباحًا: نقلت صحيفة ذا هيرالد بوست أن خمسة رجال عرب حُددوا بأنهم مشتبه بهم. اثنان منهم كانوا أخوة، وأحدهم طيار متدرب. عند تعقب جوازات سفرهم اتضح أنها تعود إلى الإمارات العربية المتحدة. استولوا على سيارة، مستأجرة من بورتلاند، ماين، من كراج مطار لوغان الدولي، اتضح أنها تحتوي على كتيبات تدريب باللغة العربية. وفقًا لسي إن إن، لم يستطع مكتب التحقيق الفيدرالي تأكيد أو نفي تلك المعلومات. تشاجر الرجال المذكورون مع رجل قبل الإقلاع؛ تذكر الرجل الحادث واتصل بالشرطة.
- قبل 3.50 صباحًا: نقلت صحيفة ذا جيرواليزم بوست أن أسامة بن لادن ألقى خطابًا ينفي فيه أي صلة بالهجمات، والتي وصفها بالعظيمة.
- 4.35 صباحًا: نقلت سي إن إن تقريرًا مفاده إصدار مذكرات بحث في جنوب فلوريدا بسبب معلومات من قوائم الركاب للطائرات المخطوفة.
- بعد السابعة صباحًا: سُحب ضابط المرفئ جون مكلوغلين، الذي كان في نفق تحت البرج الجنوبي عند انهياره، حيًا من أنقاض مركز التجارة العالمي.
- العاشرة صباحًا: اجتمع الكونغرس مرةً أخرى.
- 10.53 صباحًا: عقد الرئيس جورج دبليو بوش اجتماعًا لمجلسه الوزاري، قائلًا إن الهجمات أكبر من مجرد عمل إرهابي. إنها أفعال حرب. أجرى بوش ذلك اليوم جولةً على البنتاغون ليشرف على جهود الإنقاذ.
- 12.30 صباحًا (تقريبًا): سُحبت غينيل غوزمان-مكميلان من أنقاض البرج الشمالي لمركز التجارة العالمي، وتُعد آخر شخص نجا من مناطق انهيار الأبنية.[1]
- 1.10 ظهرًا: اقتحم عملاء مكتب التحقيق الفيدرالي فندق ويستن في بوسطن لتفتيش غرفة استأجرها أحد الركاب على متن طائرة اشتركت في الهجمات. عثروا على ثلاثة أشخاص في الغرفة واعتفلوهم وطلبوا فرقة المتفجرات للتحقق من صندوق مشبوه في الغرفة.
- 3.58 عصرًا: أعلن مكتب التحقيق الفيدرالي أن البيت الأبيض والطائرة الرئاسية إير فورس ون كانا هدفين لهجمات. أنكر ذلك التصريح لاحقًا وألقي باللوم على موظفين إداريين لم يفهموا المعلومات التي تلقوها.
- الخامسة مساءً: أعلن المدعي العام جون أشكروفت أن عدد من الخاطفين هم طيارون تدربوا في الولايات المتحدة.
- عُقدت مظاهرة احتجاجية على ضوء الشموع في ميدان واشنطن وميدان الاتحاد وسنترال بارك وأماكن أخرى في نيويورك.
- لاحقًا في المساء: نقلت صحيفة ذا شيكاغو تريبيون أن مظاهرة مناهضة للعرب عُقدت من قبل تجمع من بضع مئات بالقرب من جامع بريجفيو في بريجفيو بإلينوي. اعتُقل ثلاثة أشخاص من قبل المئة شرطي المتواجدين هناك، اثنان بسبب السلوك غير المنضبط وواحد للقيادة المتهورة.

### الخميس الثالث عشر من سبتمبر
- عادت بعض شركات الطيران التجارية للعمل، وأعدي اقتتاح بعض المطارات ولكن مع إجراءات أمنية مشددة من وكالة الطيران الفيدرالية.
- قبل الواحدة صباحًا: داهمت الشرطة الألمانية منزلًا في هامبورغ، على ما يبدو نيابةً عن مكتب التحقيقات الفيدرالي، والذي يُعتقد أن استُخدم من قبل المسافرين المشتبه بهم الموجودة أسمائهم في قائمة ركاب الطائرة. يُعتقد أن هذا أول عمل للشرطة خارج الولايات المتحدة مرتبط بالهجمات. أخذ شخصان إلى الحجز المؤقت، أحدهم يعمل في المطار. أطلق سراح الإثنين لاحقًا، ولكن أعيد اعتقالهم في أواخر عام 2002.
- استُرجعت البيانات من الرحلة 93 لشركة يونايتد إيرلاينز.
- أصدر مجلس سلامة النقل الوطني بالولايات المتحدة، الذي يحقق عادةً في الكوارث الجوية، بيانًا صحفيًا أفاد فيه أنه سيساعد مكتب التحقيقات الفيدرالي، وأن مكتب التحقيقات الفيدرالي سيكون قائد التحقيقات.
- بين 4:15 و5:00 مساءً: اعتُقل 10 أشخاص في مطارات نيويورك، بما في ذلك الأشخاص الذين استقلوا الطائرات بحجج كاذبة، والأشخاص الذين دُربوا على الطيران بالطائرات في نفس المدارس التي ارتادها الإرهابيون السابقون، والأشخاص الذين حاولوا إحضار السكاكين والأسلحة الأخرى ليتجاوزا أمن المطار. حدد مكتب التحقيقات الفيدرالي بعض هؤلاء الأشخاص بالفعل كمشتبه بهم محتملين. قُبض على ثلاثة أشخاص من قبل قوات التدخل السريع في فرق الشرطة سوات ثلاث من طائراتهم التي كانت جاهزة للإقلاع، وقاوم أحدهم الاعتقال. تبين لاحقًا أنه لم يكن أي منهم يخطط لاختطاف الطائرة التي يستقلها.
- أعلن مقتل أحمد شاه مسعود، وهو قائد عسكري في التحالف الشمالي، في التاسع من سبتمبر من جراح عانى منها إثر هجوم انتحاري لطالبان.
- بناء على أوامر الملكة إليزابيث الثانية، عُزف النشيد الوطني الأمريكي أثناء تغيير الحرس في قصر باكنغهام. شهد هذا العمل غير المسبوق حشد ضخم، غنى العديد منهم أثناء عزف النشيد.
- بناءً على أوامر من فلاديمير بوتين، شهدت روسيا الوقوق دقيقة صمت في وقت الظهيرة (بتوقيت موسكو) مع تنكيس الأعلام في جميع أنحاء روسيا تخليدًا لذكرى ضحايا الأعمال الإرهابية.
- في الثامنة مساءً، نظم الاتحاد العالمي للمصارعة بثًا مباشرًا خاصًا لعرض سماك دوان في هيوستن، تكساس مخصصًا لضحايا وأبطال الهجمات. جعل هذا البث المباشر شبكة يو بي إن أول شبكة تلفزيونية رئيسية تستأنف البرامج العادية بعد الهجمات. أجلت جميع الأخبار من أجل هذا العرض التقديمي، إذ قدم العديد من المصارعين وغيرهم من الأفراد تمنياتهم لعائلات الضحايا وهنئوا جميع العمال ورجال الإطفاء في نيويورك. يُعد هذا العرض أول تجمع كبير لحدث رياضي أمريكي بعد الهجمات.[2]